# 黄村西大街站
黄村西大街站是一个位于中国北京市大兴区兴丰街道与林校路街道兴华大街、黄村西大街交叉口，属于北京地铁大兴线的地铁车站，2010年12月30日随大兴线开通。开通前曾有消息黄村西大街将作为4号线同大兴线贯通运营小区间车的终点，但后来改为新宫站，2021年5月8日起逢工作日早高峰增开本站至中关村站的小交路。

## 位置
黄村西大街站位于兴华大街同黄村西大街的交汇处。

## 结构

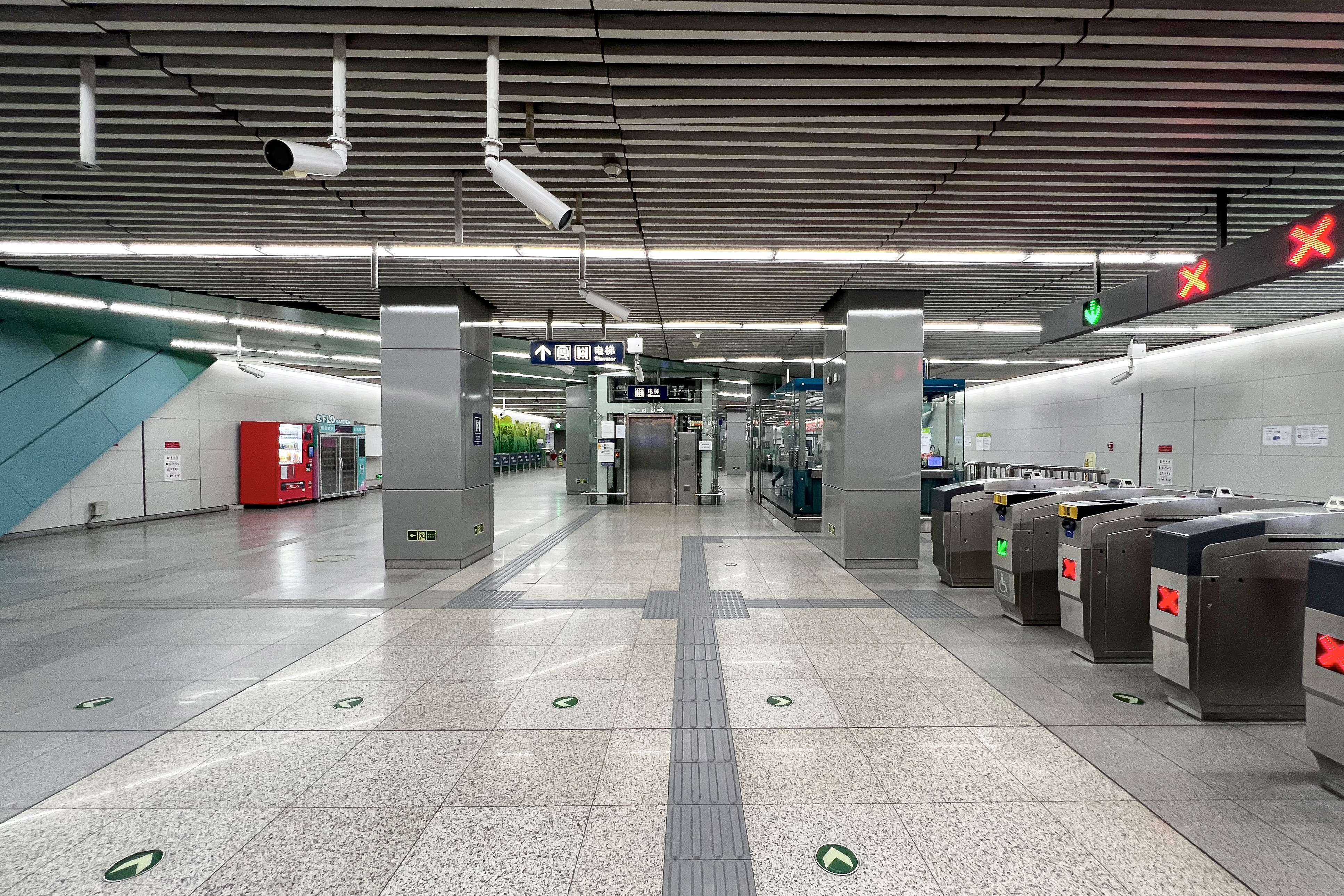
站厅

该站为地下车站，岛式站台设计。设4个出入口：A（西北）、B（东北）、C（东南）、D（西南）。站内装饰主题《欢天喜地》，反映大兴民俗文化。站外有1处公交换乘港。月台南端设有一组双存车线。
| 地面层          | 出入口                         | A-D出入口                             |
| 地下一层 站厅层 | 站厅                           | 客务中心、自动售票机、进出站闸机      |
| 地下二层 站台层 |                                | █ 大兴线往安河桥北（4号线）（清源路） |
| 地下二层 站台层 | 岛式站台，左側開门             |                                       |
| 地下二层 站台层 | █ 大兴线往天宫院（黄村火车站） |                                       |

## 出入口
|                       |                    |                                                                |      |            |  |
| 编号                  | 指示               | 建议前往的目的地                                               | 图片 | 无障碍设施 |  |
| 出口 · A              | 黄村西大街（北侧） | 大兴区行政服务中心                                             |      | 不適用     |  |
| 出口 · B              | 兴华大街（东侧）   | 北京大兴剧院、北京市公安局大兴分局                             |      | 不適用     |  |
| 出口 · C · 升降机标志 | 黄村西大街（南侧） | 大兴大悦春风里、北京市大兴区人民医院、大兴区食品药品监督管理局 |      |            |  |
| 出口 · D              | 兴华大街（西侧）   | 大兴区政协委员服务中心                                         |      | 不適用     |  |
| 註： 設有             |                    |                                                                |      |            |  |